# Marília Mendonça
Marília Dias Mendonça (Cristianópolis, 22 de julio de 1995 - Piedade de Caratinga, 5 de noviembre de 2021) conocida simplemente como Marília Mendonça fue una cantante y compositora brasileña, una de las artistas de mayor impacto e influencia. A lo largo de su carrera de seis años compuso y cantó para varios artistas reconocidos e internacionales como Dulce Maria, Wesley Safadão, Anitta, Michel Teló, Maiara e Maraísa, Henrique e Juliano, Ivete Sangalo, etc., además de ser ganadora de múltiples premios y reconocimientos, incluyendo un Grammy Latino en 2019. 

## Biografía
A pesar de haber nacido en el municipio de Cristianópolis, que queda distante 90 kilómetros de la capital de Goiás, la cantante contaba que siempre vivió en Goiânia, y que su nacimiento en el interior se debe a la amistad de su padre con un médico de la ciudad. Marília tuvo su primer contacto con la música en la iglesia, habiendo iniciado sus composiciones alrededor de los doce años de edad.

## Carrera

### Inicios
La primera composición de la que se tiene noticia es la canción "Minha Herança", la cual fue grabada por el dúo de cantantes João Neto & Frederico dos años después, en 2009. Aun siendo menor de edad, Marília invirtió en la composición de otras canciones del género, habiendo sido en este periodo la autora de "É com Ela que Eu Estou", de Cristiano Araújo y de "Cuida Bem Dela" y "Até Você Voltar", de Henrique & Juliano.

### Debut
Su entrada en el mundo de la música ocurrió en el año 2015, a los 20 años de edad, con la participación en dos músicas de los cantantes Henrique & Juliano: "A Flor e o Beija-Flor" e "Impasse".
Luego, en el mes de julio, Marília realizó la grabación del disco "Marília Mendonça: Ao Vivo", hecho en un escenario con decoración simple y con botellas de bebidas alcohólicas, el cual fue lanzado oficialmente en marzo de 2016, disponible tanto en formato CD y DVD por la casa discográfica Som Livre,recibiendo una gran aceptación por parte del público, alcanzando el tope de las estaciones brasileñas iTunes Album Chart y TOP 20 Semanal ABPD. Entre las canciones que se destacan en el disco, están el sencillo "Infiel" y la canción "Eu sei de Cor", la cual lideró la Brasil Hot 100 Airplay en 2016 por cinco semanas. "Infiel" se hizo la quinta canción más emitida en las radios brasileñas de aquel año, siendo actualmente la segunda canción brasileña con más visualizaciones en el YouTube, atrás solo de "Ai, Se Eu Te Pego", de Michel Teló.

### Reina de la 'Sexcon 2020'
Después de alcanzar un gran  éxito en YouTube, que le rindió el sobrenombre de "Reina de la 'Sofrência'" (en portugués Rainha da sofrência), hizo su primera gran actuación en vivo en agosto del mismo año, en la ciudad paraense de Itaituba. Al tiempo que iniciaba la carrera encima de los escenarios, continuó componiendo músicas para otros artistas, como Lucas Lucco, Joelma, Jorge & Mateus, Wesley Safadão, Maiara & Maraísa, Matheus & Kauan, Fred & Gustavo, Zé Neto & Cristiano, César Menotti & Fabiano y los ya citados anteriormente Henrique & Juliano y João Neto & Frederico.

## Premios
Debido a la gran repercusión de su nombre en los medios, Marília fue nominada al premio "Mejores del Año", del programa "Domingão do Faustão", exhibido por la Red Globo. En aquella ocasión, Anitta fue la ganadora del trofeo, quien comunicó que Marília también era merecedora del mismo por haber sido la principal revelación, concluyendo con un dueto de la canción "Infiel". Marília concluyó el año de 2016 con una participación en el tradicional "Show da Virada", de la Red Globo, exhibido el día 31 de diciembre, presentación que consideró una de las más importantes de su carrera. En 8 de octubre de 2016, Marília realizó la grabación del segundo DVD de su carrera, intitulado Realidade, en el Sambódromo de Manaus. Cuatro de las canciones grabadas fueron publicadas el 13 de enero de 2017 en un EP homónimo, con tres canciones inéditas, además de la conocida "Eu sei de cor". El lanzamiento oficial del CD y del DVD estaba previsto para el 24 de febrero de 2017, también firmado por el sello Som Livre. En noviembre de 2023 Ganó nuevamente un Grammy latino a mejor álbum de música sertaneja.

## Muerte
Falleció el viernes 5 de noviembre del 2021 al estrellarse el aerotaxi en el que viajaba a Minas Gerais para actuar el fin de semana. El avión que transportaba a la cantante era un turbohélice Beechcraft King Air C-90A bimotor fabricado en 1984 y que según ANAC se encontraba en buenas condiciones y tenía autorización para realizar el servicio de taxi aéreo. El accidente ocurrió cuando el avión se estrelló en la zona rural de Piedade en la sierra de Caratinga, en el interior minero, tras colisionar con un cable de una línea de transmisión eléctrica de la central CEMIG a cuatro kilómetros del aeropuerto de destino (19°46′5.5″S 42°6′27.62″O / -19.768194, -42.1076722), según confirmó el cuerpo de bomberos. Las cuatro personas que viajaban con ella también fallecieron. Eran su productor Henrique Ribeiro, su tío y asesor Abicieli Silveira Dias Filho, y el piloto y copiloto del avión.

### Funeral
El cuerpo de la cantante y las demás víctimas, con excepción del piloto y el copiloto, salieron de la funeraria de Caratinga, en la madrugada del día 6. Por la mañana, los cadáveres de la cantante y su tío y asesor Abiceli Silveira Dias llegaron a Goiânia. El velorio comenzó en Goiânia Arena a las 9 a. m., inicialmente restringido a miembros de la familia. A las 13 de la tarde, el velatorio se abrió al público, acudiendo más de 100 000 personas. El cortejo fúnebre comenzó a las 17:30 horas, siendo los cuerpos enterrados en el Cementerio Memorial Parque de Goiânia.

## Influencias

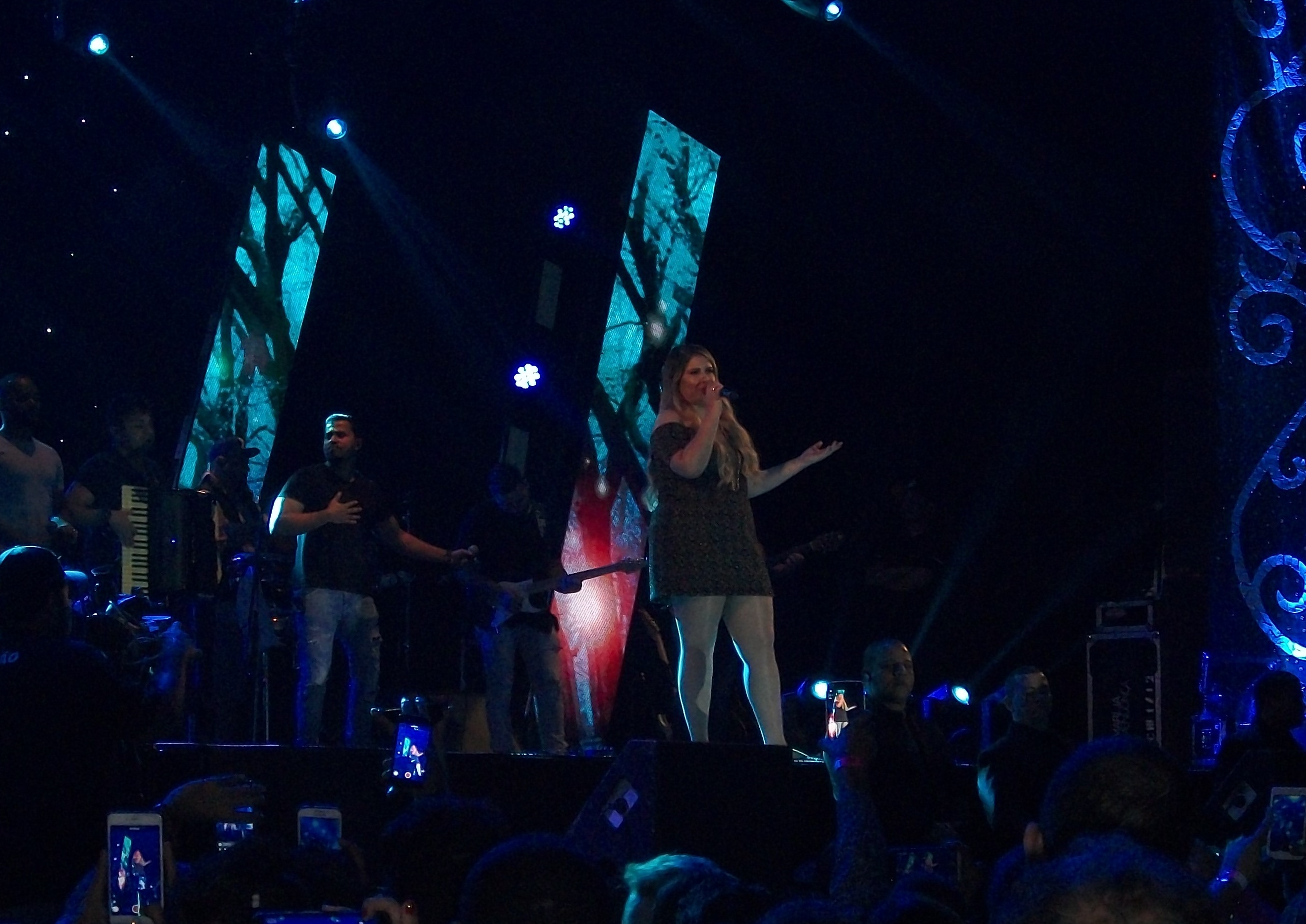
Marília Mendonça en la Expô Araçatuba en 2017

Presentaba en sus canciones una filosofía musical de valorización de la figura de la mujer, a pesar de negar cualquier rotulación que la compare a un feminismo militante, a pesar de ya haber usado el término en una entrevista concedida al periodista Pedro Bial, cuando fue cuestionada sobre el sentimiento de culpa frente a las traiciones amorosas, tema recurrente en sus músicas:  "La mujer aún culpa a la mujer por cosas de las que ella no tiene culpa. Si el tipo está casado conmigo, es mi novio o está a mi lado y me traiciona, quien me traicionó fue él, yo no tenía ningún tipo de relaciones con la amante". En una entrevista concedida al periódico O Globo, destacó que era necesario conquistar el público femenino como adeptas de sus canciones, visto que las mujeres comparecen en gran número en los shows de música sertaneja. Sin embargo, no existían cantantes aclamadas del género en aquel periodo.
Su estilo vocal fue comparado al de Roberta Miranda y Fátima Leão. A pesar de su estilo sertanejo, Marília negó que sus influencias estén asociadas a tal, pero sí a de las cantantes María Gadú, Ana Carolina y Vanessa de la Mata.

## Discografía

### CD y DVD
| Álbum                        | Detalles                                                                                          | Mejores posiciones | Mejores posiciones | Ventas                 |
| Álbum                        | Detalles                                                                                          | BRA                | ABPD               | Ventas                 |
| ---------------------------- | ------------------------------------------------------------------------------------------------- | ------------------ | ------------------ | ---------------------- |
| Marília Mendonça - En vivo   | - Lanzamiento: 4 de marzo de 2016 - Formatos: CD, DVD, descarga digital - Discográfica: Som Livre | 1                  | 1                  | - BRA: 80 000 (CD/DVD) |
| Realidad - En vivo en Manaus | - Lanzamiento: 6 de marzo de 2017 - Formatos: CD, DVD, descarga digital - Discográfica: Som Livre | 1                  | 1                  | - BRA: 50 000 (CD/DVD) |
| Todos Os Cantos              | - Lanzamiento: 2018 - Formatos: CD, DVD, descarga digital - Discográfica: Som Livre               | —                  | —                  |                        |

### EP
- 2014 - Marília Mendonça
- 2016 - Agora é Que São Elas - Ao Vivo (con Maiara & Maraisa)
- 2017 - Ao Vivo em Manaus - Realidade
- 2018 - Agora é Que São Elas 2 - Ao Vivo

### Como artista principal
| Año  | Título                             | Mejor posición | Álbum                            |
| Año  | Título                             | BRA            | Álbum                            |
| ---- | ---------------------------------- | -------------- | -------------------------------- |
| 2015 | "Sentimento Louco"                 | 21             | Marília Mendonça                 |
| 2016 | "Infiel"                           | 2              | Marília Mendonça - En vivo       |
| 2016 | "Eu Sei de Cor"                    | 1              | Ahora ES Que Son Ellas - En vivo |
| 2017 | "Amante Não Tem Lar"               | 1              | Realidad - En vivo en Manaus     |
| 2017 | "De Quem é a Culpa?"               | 1              | Realidad - En vivo en Manaus     |
| 2017 | "Trasplante" (con Bruno & Marrone) | 84             | Sencillo                         |
| 2018 | "Coração Mal Assombrado"           | 28             | Agora É Que São Elas 2- Ao vivo  |
| 2019 | "Supera"                           | 32             | Todos Os Cantos                  |
| 2019 | "Todo Mundo Vai Sofrer"            | 2              | Todos Os Cantos                  |

### Como artista invitada
| Año                                                                 | Título                                                         | Mejor posición        | Álbum                  |
| Año                                                                 | Título                                                         | BRA                   | Álbum                  |
| ------------------------------------------------------------------- | -------------------------------------------------------------- | --------------------- | ---------------------- |
| 2016                                                                |                                                                |                       |                        |
| "Flor e o Beija-Flor" (Henrique & Juliano con Marília Mendonça)     | 15                                                             | Novas Histórias       |                        |
| "O Que Houve?" (Mano Walter con Marília Mendonça)                   | 19                                                             | Ao Vivo em Maceió     |                        |
| "Vou Levando a Minha" (Gustavo Moura & Rafael con Marília Mendonça) | 75                                                             | Eu Quero Ser Seu Anjo |                        |
| "Incendeia" (Léo Santana con Marília Mendonça)                      | —                                                              | Baile da Santinha     |                        |
| 2017                                                                | "Ninguém É de Ferro" (Wesley Safadão con Marília Mendonça)     | 5                     | WS In Miami Beach      |
| 2018                                                                | "Cancela o Sentimento" (Marcos & Belutti con Marília Mendonça) | 3                     |                        |
| 2018                                                                | "Por Trás da Maquiagem" (Michel Teló con Marília Mendonça)     | 6                     | Bem Sertanejo - O Show |
| 2019                                                                | "Some Que Ele Vem Atrás" (Anitta con Marília Mendonça)         | 15                    | Solo Single            |

### Sencillos promocionales
| Año  | Título         | Álbum                      |
| ---- | -------------- | -------------------------- |
| 2015 | "Alô Porteiro" | Marília Mendonça - En vivo |
| 2016 | "Folgado"      | Marília Mendonça - En vivo |

## Premios y nominaciones

### Caldeirão de Ouro
En 2012, la Caldera concluye el cuadro La Fiesta es Suya, y en el lugar, creó la Caldera de Oro, que es semejante al Globo de Oro, programa que dio entre 1972 y 1990, la diferencia es que el Caldeirão presenta las 10 músicas que fueron más tocadas en el año.

### Grammy Latino
- Grammy Latino es la principal y consagrada premiação de música.

| Año  | Nominado                      | Categoría                       | Resultado |
| ---- | ----------------------------- | ------------------------------- | --------- |
| 2017 | Realidade - Ao Vivo Em Manaus | Mejor Álbum de Música Sertaneja | Nominada  |